# Sean St Ledger
Sean Patrick St Ledger-Hall, född den 28 december 1984, är en irländsk fotbollsspelare som spelar för Guiseley.

## Klubbkarriär
St Ledgers karriär började i Peterborough Uniteds ungdomslag, där han mest spelade som mittback eller på mittfältet, där han fick smeknamnet Seb St Ledger. St Ledger var med i tv-kanalen Sky:s serie Big Ron Manager, en titt bakom kulisserna på Peterborough Uniteds kamp att ta sig till League Two:s playoff i slutet av säsongen 2005/2006.
I juli 2006 skrev St Ledger på ett treårskontrakt för Preston North End FC, värt £225.000. I september 2009 lånades St Ledger ut till Middlesbrough i tre månader, med sikte på en permanent övergång under januaritransfern. Men St Ledger misslyckades med att etablera sig i nordost, flytten blev aldrig av, och han återvände till Preston.

## Landslagskarriär
Trots att St Ledger föddes i Birmingham, England, så är han berättigad att spela för Irland, eftersom hans farfar är från Carlow. Han debuterade för Irland den 6 juni 2009 borta mot Bulgarien i en kvalmatch till fotbolls-VM 2010. Matchen slutade 1-1. St Ledger gjorde sitt första mål för Irland i en 2-2-match mot Italien på Croke Park, Dublin i oktober 2009. Sitt andra mål gjorde han i en kvalmatch till EM 2012 mot Slovakien, som slutade 1-1. Sitt tredje mål gjorde han i Irlands öppningsmatch i EM 2012 mot Kroatien på en snygg nick.